# Radosław Zimroz
Radosław Przemysław Zimroz – polski inżynier  górnik, elektronik–akustyk, profesor dr hab.Politechniki Wrocławskiej.

## Życiorys
Jest absolwentem Politechniki Wrocławskiej (1998). Od 2017 pełnił funkcję prodziekana, a od 2019 pełni funkcję Dziekana Wydziału Geoinżynierii, Górnictwa i Geologii Politechniki Wrocławskiej. 
W latach 2004–2005 odbył staż podoktorski w Cranfield University (Applied Math and Computing Group), a w latach 2012–2018 pracował w KGHM Cuprum CBR we Wrocławiu tworząc tam Zakład Analityki Systemów. Jest autorem wielu publikacji naukowych, wypromował również wielu doktorów. Brał udział lub był kierownikiem w projektach dla KWB Turów i KGHM Polska Miedź S.A., a także dla KBN, MNiSW, NCBiR, NCN.
Członek Polskiego Towarzystwa Diagnostyki Technicznej (Wiceprezes Zarządu, druga kadencja), Society of Mining Professors, Stowarzyszenia Inżynierów i Techników Górnictwa, Komitetu Górnictwa PAN (druga kadencja, obecnie w prezydium). Przewodniczący Komisji Nauk Górniczych przy wrocławskim oddziale PAN (2023–2026).
Jest Przewodniczącym Sekcji Górnictwa Podziemnego Rud Miedzi Komitetu Górnictwa Polskiej Akademii Nauk.
Wiceprezes Stowarzyszenia „Polski Komitet Światowego Kongresu Górniczego”, członek International Organizing Committee of World Mining Congress (IOC WMC–Polish member).
W latach 2022–2024 członek rady nadzorczej KGHM Polska Miedź SA (także członek komitetu wynagrodzeń oraz komitetu strategii).
Od 2022 jest generałem górniczym drugiego stopnia.

## Odznaczenia i wyróżnienia
- Srebrny Krzyż Zasługi (2016)
- Brązowy Medal za Długoletnią Służbę (2016)
- Odznaka honorowa „Zasłużony dla Górnictwa RP” (2012)
- Medal Komisji Edukacji Narodowej (2018)
- Srebrna Odznaka Honorowa Zasłużony dla Województwa Dolnośląskiego (2019)
- Odznaka Honorowa „Zasłużony dla bezpieczeństwa w górnictwie” (2022)
- Odznaka „Zasłużony honorowy pracownik KWB Turów”
- Odznaka „Zasłużony honorowy pracownik KWB Bełchatów”.
- Honorowe odznaczenie „Zasłużony dla KGHM Polska Miedź SA” (2023)